# Siosjoki (vattendrag, lat 68,13, long 23,63)
Siosjoki är ett vattendrag i Finland.   Det ligger i landskapet Lappland, i den norra delen av landet, 900 km norr om huvudstaden Helsingfors. Siosjoki ligger vid sjön Könkäsenjärvi.